# Lily Ebert
Lily Ebert, nata Engelman (Bonyhád, 29 dicembre 1923 – Londra, 9 ottobre 2024), è stata una superstite dell'Olocausto ungherese naturalizzata britannica.

## Biografia
Nacque nel 1923 a Bonyhád, in Ungheria, primogenita dei sei figli di Aharon (Ahron) Engelman e Nina (Niszl) Bresnitz.
Nel marzo del 1944 i nazisti invasero l'Ungheria. Nel luglio seguente, Lily, assieme alla madre, al fratello minore e alle tre sorelle, fu deportata nel campo di concentramento di Auschwitz-Birkenau. La madre Nina, il fratello Bela e la sorella minore Berta furono immediatamente assassinati nelle camere a gas al loro arrivo il 9 luglio 1944, mentre Lily e le sorelle Renee e Piri furono selezionate per lavorare nel campo.
Quattro mesi dopo l'arrivo al campo, Lily e le sorelle furono trasferite in una fabbrica di munizioni vicino a Lipsia, dove lavorarono fino alla liberazione da parte delle forze alleate nel 1945.
Dopo la liberazione, Lily si trasferì in Svizzera con le sue sorelle. Nel 1953 si riunì con il fratello maggiore, anch'egli sopravvissuto all'Olocausto, e tutti assieme emigrarono in Israele, dove Lily si sposò ed ebbe tre figli. In seguito, nel 1967, la famiglia Ebert decise di stabilirsi definitivamente a Londra.
Nel 2021, Lily Ebert divenne una star di TikTok, guadagnando più di un milione di follower per delle clip in cui rispose alle domande degli utenti sulla sua prigionia ad Auschwitz.
Nello stesso anno, durante la pandemia di COVID-19, divenne co-autrice, assieme al pronipote Dov Forman, del best seller del Sunday Times Lily's Promise: How I Survived Auschwitz and Found the Strength to Live, con prefazione del principe Carlo.
Il suo ritratto fu uno dei sette che vennero commissionati dal principe Carlo per la Royal Collection, allo scopo di ricordare i sopravvissuti dell'Olocausto e come tributo per coloro che scelsero di emigrare nel Regno Unito. Quando i dipinti vennero messi in mostra nella Queen's Gallery di Buckingham Palace, Lily Ebert così si rivolse al principe del Galles: "Incontrarla, è per tutti coloro che hanno perso la vita". Carlo le toccò la spalla e le rispose: "Ma è un privilegio più grande per me".
Si è spenta il 9 ottobre 2024, all'età di 100 anni.